# دژکوب‌دد
دژکوب‌دد (نام علمی: Embolotherium) نام یک سرده از تیره تندرددان است.